# سفارة كندا في ألمانيا
سفارة كندا في ألمانيا هي أرفع تمثيل دبلوماسي لدولة كندا لدى ألمانيا. تقع السفارة في برلين وهي تهدف لتعزيز المصالح الكندية في ألمانيا.

## وصلات خارجية
- الموقع الرسمي
- قائمة سفارات كندا
- قائمة السفارات في ألمانيا